# Jim Belushi
James Adam "Jim" Belushi (Chicago, 15 de junho de 1954) é um ator de cinema e televisão, comediante e músico norte-americano de ascendência albanesa. É irmão do falecido ator John Belushi.

## Carreira
O seu primeiro papel de importância foi no filme Profissão: Ladrão (1981) de Michael Mann. De 1983 a 1985, escreveu e participou no Saturday Night Live. Ganhou relevância no meio artístico com  papéis secundários em Sobre Ontem à Noite... e Salvador - o Martírio de um Povo (ambos de 1986) que lhe abriram a porta para novos papéis. Protagonizou filmes como Homens Duros (1987), Um Diretor contra Todos (1987), Inferno Vermelho (1988), K-9 - Um Policial Bom Pra Cachorro (1989), Milionário num Instante (1990), Destino em Dose Dupla (1990), A Malandrinha (1991), Wild Palms (Minissérie) (1993), Royce - Um Agente Muito Especial (1994), Inferno na Estrada (1997) e Feitiço do Coração (2000). James participou também na dobragem (br: dublagem) de desenhos animados, como na versão de Pinóquio, de 2002. De 2001 a 2009, protagonizou a série According to Jim (em português, "O Jim é Assim", na versão dublada exibida pelo canal brasileiro SBT). Em 2017, estrelou Roda Gigante.